# Гайнріх Круґ
Гайнріх Круґ (нім. Heinrich Krug, 22 вересня 1911) — німецький ватерполіст.
Срібний призер Олімпійських Ігор 1936 року.